# شویانتنگکی (شهرستان پوزنانگ)
شویانتنگکی (به لهستانی:  Świątniki) یک روستا در لهستان است که در گمینا موشنا واقع شده‌است.